# Ghat (hinduisme)

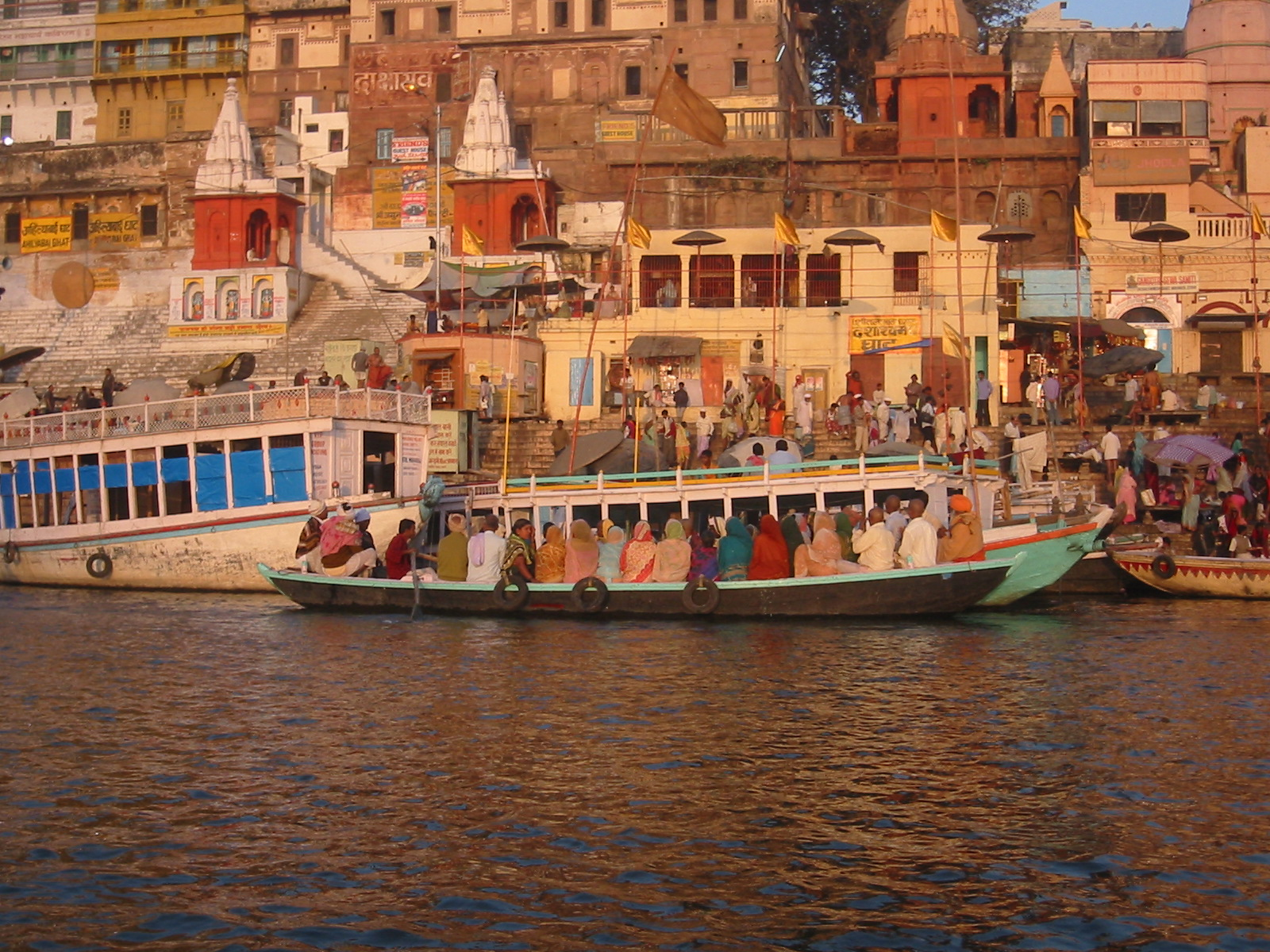
El famós Dasha-Aswamedha Ghat a la costa del riu Ganges a la ciutat de Benarés (Índia).

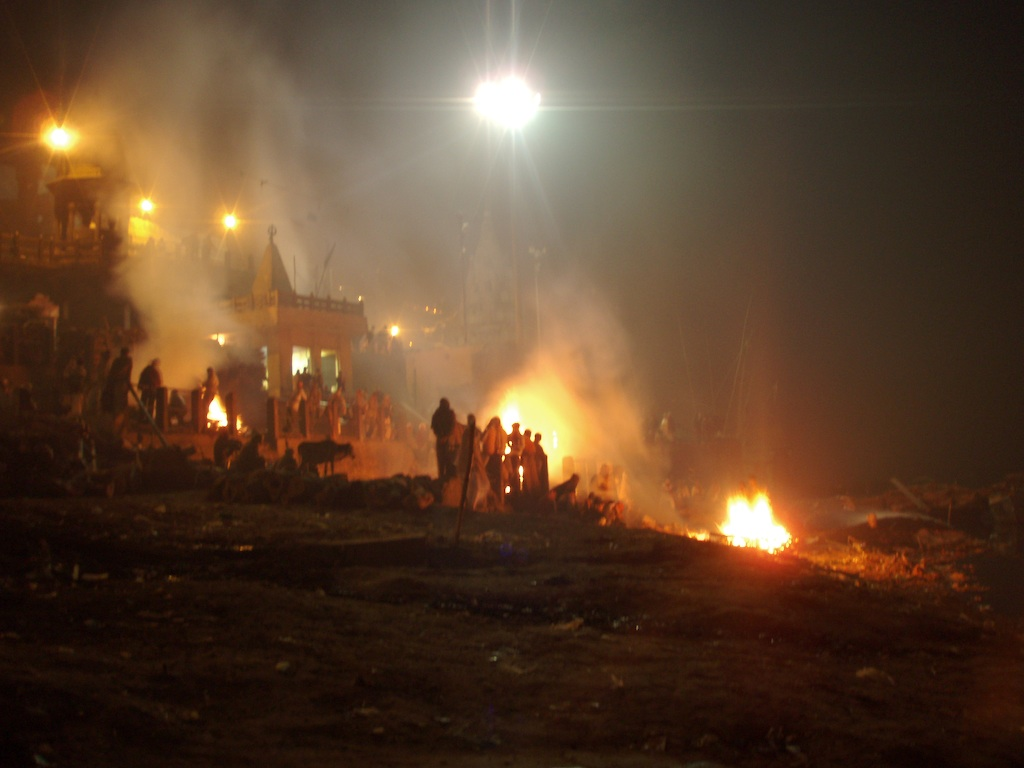
Ghats crematoris de Manikarnika, a la ciutat de Benarés (Índia).

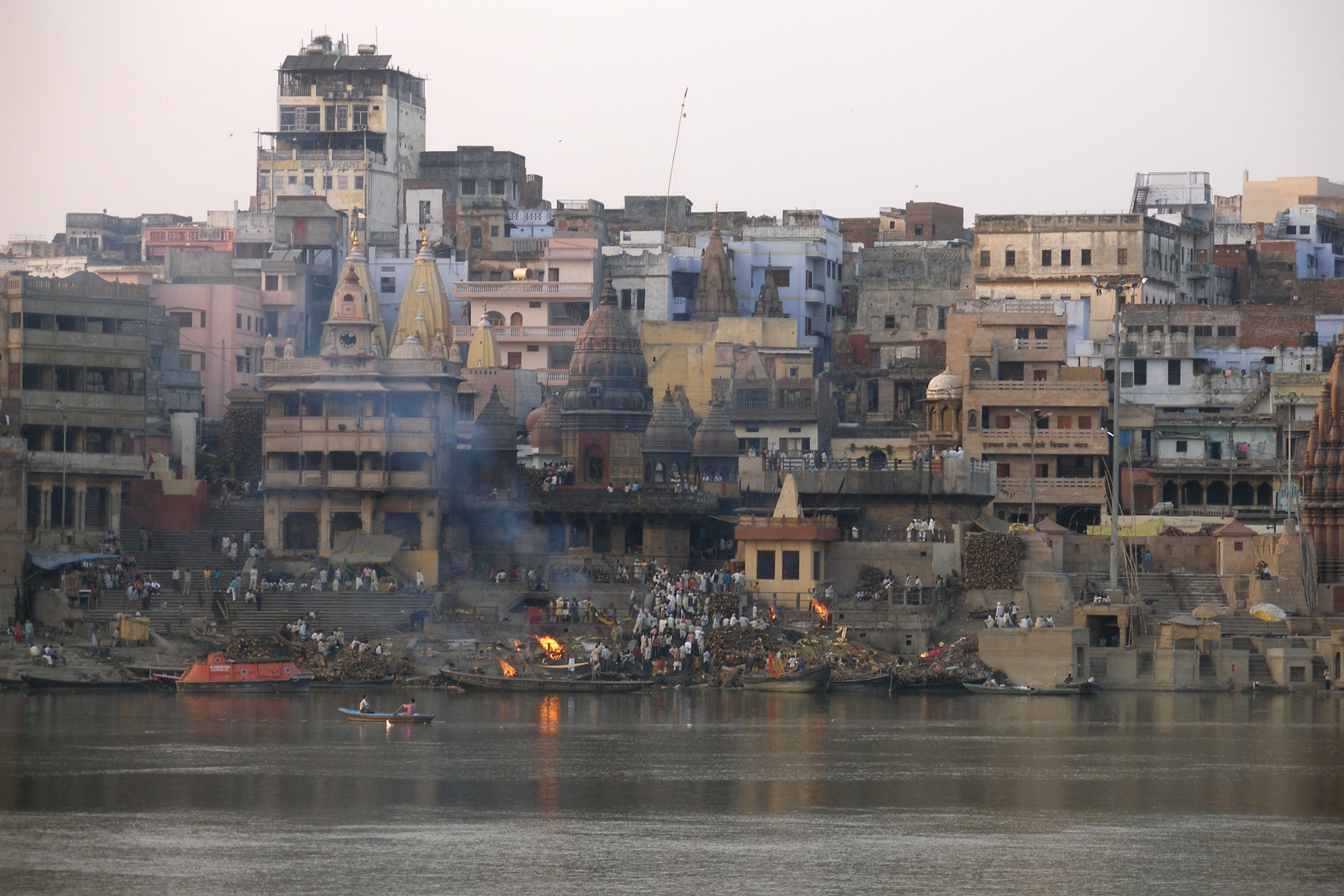
Ghat sobre el riu Ganges, a la ciutat de Benarés.

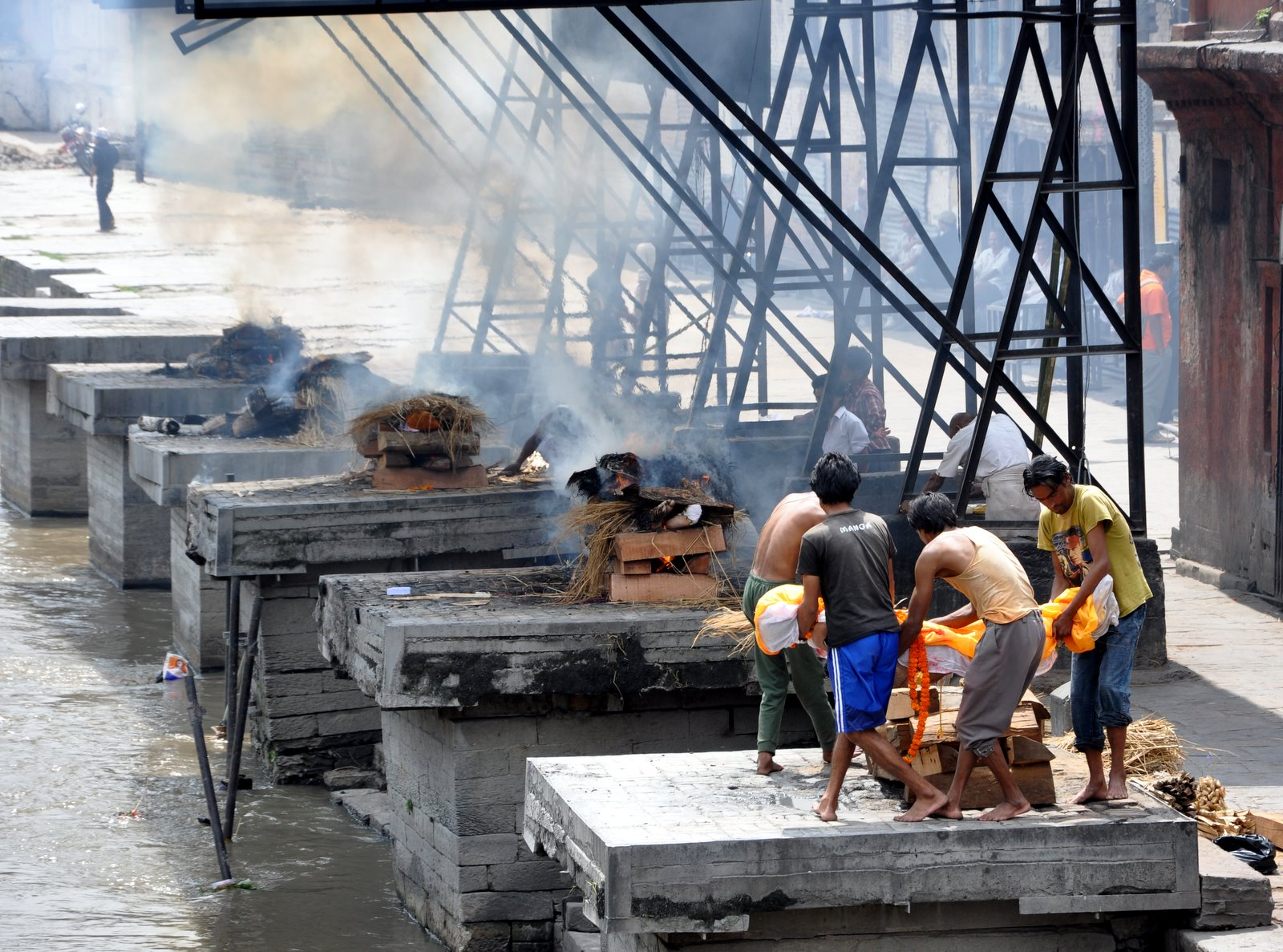
Ghats crematoris a la ciutat de Kàtmandu (Nepal).

El terme ghat (en transcripció en forma simplificada de la paraula en hindi: घाट, ghāṭ, que significa ‘esglaó’), tal com s'utilitza en moltes parts de l'Àsia del Sud, designa una escalinata o graderia que condueix fins a un riu, un llac, un estany o una piscina. La paraula ghat es refereix, per antonomàsia, a les àrees de les ciutats santes al costat d'un riu sagrat ―com el Ganges o el Yamuna―, com Haridwar o Benarés. Hi ha nombrosos i importants ghats al llarg del Ganges, sent coneguts generalment com els ghats de Benarés i els ghats del Ganges. A l'estat de Madhya Pradesh, en l'oest de l'Índia, hi ha també ghats importants al llarg del riu Narmada.
Aquesta particular estructura revesteix una gran importància per les ablucions rituals de l'hinduisme, i per això són molt comuns en l'Índia. No obstant això, la majoria de ghats s'utilitzen tant per a finalitats sagrades com per a propòsits mundans (com la simple higiene). També hi ha ghats específics per a cremacions que permeten rentar amb aigua sagrada les cendres dels morts.

## Shamshan ghats
Els ghats d'aquest tipus són útils per a propòsits mundans (com la neteja) i els ritus religiosos (banys rituals o ablucions). Hi ha també smashan ghat (balnearis crematoris) específics, on els cossos són cremats a riba de l'aigua, permetent que les cendres puguin ser arrossegades per les aigües sagrades. Els més notables són el Nigambodh Ghat (a la ciutat de Nova Delhi, a la vora del riu Yamuna) i el Manikarnika Ghat (a la ciutat de Benarés).

## Altres usos i significats
En idioma maratí ―idioma emparentat amb l'hindi, que es parla a la ciutat de Bombai (Índia)―, i també en idioma guyarati, la paraula ghat també indica un pas difícil entre les muntanyes. En (hindi: घाटी), ghati significa "vall".
Un ghat d'aquest tipus és el Bhor Ghat, que enllaça les ciutats de Khopoli i Khandala, en la NH 4 (autopista nacional índia), a uns 80 km al nord de la ciutat de Bombai.
El terme ha estat usat per nomenar dues cadenes muntanyenques que voregen la península de l'Índia de manera paral·lela a la costa, els Ghats occidentals i els Ghats orientals.
Aapravasi Ghat o "El magatzem d'immigrants" és un complex d'edificis situat a Port Louis, a l'illa de l'oceà Índic de Maurici, la primera colònia britànica que va rebre mà d'obra contractada de l'Índia. De 1849 a 1923, mig milió de treballadors indis van passar pel Magatzem d'Immigrants per a ser transportats a les plantacions de tot l'Imperi Britànic. La migració a gran escala dels treballadors va deixar una empremta indeleble a les societats de moltes antigues colònies britàniques, amb els indis que constituïen una proporció substancial de les seves poblacions nacionals. Només a Maurici, el 68% de la població total actual és d'ascendència índia. El Aapravasi Ghat s'ha convertit, així, en un important punt de referència en la història i la identitat cultural de Maurici.